# SV Rot-Weiß Hadamar
Der SV Rot-Weiß Hadamar ist ein Sportverein aus der mittelhessischen Stadt Hadamar. Er entstand am 1. Juli 2012 aus der Fusion von SpVgg Hadamar und SC Rot-Weiß Niederhadamar. Neben der Hauptabteilung Fußball gibt es noch die Abteilungen Turnen, Tischtennis und Lauftreff.

## Geschichte

### SpVgg Hadamar

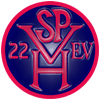
Ehem. Vereinslogo der SpVgg Hadamar

Die SpVgg Hadamar wurde am 25. Juni 1922 durch Verschmelzung des Vereins „Union“ und des Turnvereins gegründet und noch im gleichen Jahr in das Vereinsregister eingetragen. Die Spielvereinigung war zunächst ein reiner Fußballverein. Durch den Beitritt des Turnvereins 1906 Hadamar am 25. Mai 1960 entstanden mehrere weitere Abteilungen. 1971 folgte der Beitritt der Tischtennisfreunde Hadamar und 1993 die Angliederung einer bis dahin losen Läufergruppe, die seitdem unter dem Namen „Lauftreff“ eine eigene Abteilung bildet. Für kurze Zeit umfasste die Spielvereinigung auch Abteilungen für Feld-Handball und Leichtathletik, die inzwischen aber aufgelöst wurden.
Der erste Fußballplatz befand sich am nördlichen Hadamarer Stadtrand auf der „Stipplerwiese“ und ab 1923 auf dem Platz einer Ziegelei. Zu Pfingsten 1946 wurde ein neuer Hartplatz eingeweiht. 1966 folgte der Bau eines Rasenplatzes mit 400-Meter-Laufbahn. Im Jahr 2001 wurde die heutige Sportstätte mit Rasen- und Hartplatz in eine reine Fußballarena umgebaut. Mit dem Aufstieg in die Hessenliga im Jahr 2011 wurde eine kleine Sitztribüne für ca. 200 Zuschauer errichtet.
Neben der Sportanlage in der Kernstadt Hadamar verfügt der Verein über ein Kunstrasensportfeld im Stadtteil Niederhadamar, welches im Jahr 2013 grundhaft erneuert wurde.
In den 2000er Jahren bahnte sich die Spielvereinigung den Weg in höheren Ligen. Von 2002 bis zum Jahr 2006 spielte die Mannschaft in der Bezirksoberliga Wiesbaden. Dem Abstieg im Jahr 2006 folgte der sofortige Wiederaufstieg in die Bezirksoberliga im Jahr 2007. Zwei Jahre später wurde die Mannschaft Meister und 2009 folgte der Sprung in die Verbandsliga Hessen Mitte. Zwei Jahre später gelang der erstmalige Aufstieg in die Hessenliga unter Trainer Heiko Weidenfeller. Dieser höchsten Amateurfußballklasse in Hessen gehörte die Mannschaft bis 2023 an. Walter Reitz war bis 2016 Trainer des Hessenligateams. Ihm folgte Florian Dempewolf. In der Saison 2016/17 erreichte die Mannschaft unter dem neuen Coach das Finale des Hessenpokals, dem Fußball-Verbandspokal des Hessischen Fußball-Verbandes (HFV), und konnte in Wiesbaden erst knapp im Elfmeterschießen von Drittligist SV Wehen Wiesbaden geschlagen werden.
Im Jahr 2014 wurde eine Frauenfußballabteilung gegründet, nachdem zuvor beim Fusionsclub SC Niederhadamar Mädchenfußball angeboten worden war. Das 1. Frauenteam konnte bereits im ersten Jahr seines Mitwirkens im Meisterschaftsspielbetrieb den Aufstieg aus der Kreisliga A in die Bezirksklasse schaffen. Ein weiteres Jahr später folgte der nächste Aufstieg in die Bezirksoberliga Wiesbaden, in der die Mannschaft vor Beginn der Winterpause Platz 1 der Tabelle belegt. Zwei Kreispokalsiege und ein Bezirkspokalsieg komplettieren den Erfolgsweg. Im Jahr 2015 wurde auf Grund des starken Zulaufs ein 2. Frauenteam gemeldet, die ebenfalls am Spieltrieb teilnimmt und in der Kreisliga spielt.

### SC Rot-Weiß Niederhadamar

Ehem. Vereinslogo des SC Rot-Weiß Niederhadamar

Der SC Rot-Weiß Niederhadamar wurde im Jahr 1920 gegründet. Neben der Hauptabteilung Fußball gab es noch eine Aerobic-Gruppe. Den bisherigen Platz in der Kreisoberliga Limburg-Weilburg nahm ab der Saison 2012/13 die zweite Mannschaft des SV Rot-Weiß Hadamar ein.